# Hydraena inapicipalpis
Hydraena inapicipalpis är en skalbaggsart som beskrevs av Maurice Pic 1918. Hydraena inapicipalpis ingår i släktet Hydraena och familjen vattenbrynsbaggar. Inga underarter finns listade i Catalogue of Life.